# Euphoria Morning
Euphoria Morning – solowy album Chrisa Cornella, wydany w 1999 roku. W nagraniu płyty pomagał mu zespół Eleven, wcześniej współpracujący z takimi zespołami, jak m.in. Red Hot Chili Peppers. Stylistyka albumu odbiega od ówczesnych dokonań muzyka, znanego z cięższych i odważniejszych brzmień w Soundgarden; utwory są spokojniejsze, melancholijne.

## Lista utworów
1. "Can't change me"
2. "Flutter girl"
3. "Preaching The End of the World"
4. "Follow my way"
5. "When I'm Down"
6. "Mission"
7. "Wave goodbye"
8. "Moonchild"
9. "Sweet euphoria"
10. "Disappearing one"
11. "Pillow of your bones"
12. "Steel rain"
13. "Can't change me" (French version)

## Twórcy
- Chris Cornell – śpiew, gitara, harmonijka
- Alain Johannes – gitara, śpiew, gitara basowa, theremin, mandolina, klarnet, tablas
- Natasha Shneider – instrumenty klawiszowe, fortepian, klawinet, śpiew, gitara basowa, tamburyn, kotły
- Rick Markman – gitara basowa
- Jason Falkner: gitara basowa
- Josh Freese: perkusja
- Matt Cameron: perkusja (w "Disappearing One")
- Victor Indrizzo: perkusja (w "Wave Goodbye")
- Bill Reiflin: perkusja (w "Steel Rain")
- Greg Upchurch: perkusja